# تصفيات كأس الأمم الإفريقية 2017 المجموعة ق
المجموعة ق من مسابقة تصفيات كأس الأمم الأفريقية لكرة القدم 2017 كانت واحدة من المجموعات الـ13 لتحديد الفرق التي تتأهل إلى نهائيات مسابقة كأس الأمم الأفريقية لكرة القدم 2017. تألفت المجموعة من أربعة فرق: السنغال، النيجر، ناميبيا، وبوروندي.
لعبت الفرق ضد بعضها البعض ذهاباً وإياباً نظام التحدي، بين يونيو 2015 وسبتمبر 2016.
الفائزة بالمجموعة، السنغال، تأهلت إلى كأس الأمم الأفريقية لكرة القدم 2017.

## الترتيب
| م | الفريق  | لعب | ف | ت | خ | أ.له | أ.ع | أ.ف | نقاط | التأهل            |     |     |     |     |     |
| - | ------- | --- | - | - | - | ---- | --- | --- | ---- | ----------------- | --- | --- | --- | --- | --- |
| 1 | السنغال | 6   | 6 | 0 | 0 | 13   | 2   | +11 | 18   | المسابقة النهائية |     | —   | 3–1 | 2–0 | 2–0 |
| 2 | بوروندي | 6   | 2 | 0 | 4 | 8    | 12  | −4  | 6    |                   |     | 0–2 | —   | 1–3 | 2–0 |
| 3 | ناميبيا | 6   | 2 | 0 | 4 | 5    | 9   | −4  | 6    |                   | 0–2 | 1–3 | —   | 1–0 |     |
| 4 | النيجر  | 6   | 2 | 0 | 4 | 5    | 8   | −3  | 6    |                   | 1–2 | 3–1 | 1–0 | —   |     |

## المباريات
| السنغال                                  | 3–1   | بوروندي        |
| ---------------------------------------- | ----- | -------------- |
| كوناتي 14' (ركلة.) · ديوف 62' · ماني 90' | تقرير | عبد الرزاق 58' |

| النيجر           | 1–0   | ناميبيا |
| ---------------- | ----- | ------- |
| ساكو 34' (ركلة.) | تقرير |         |

| ناميبيا | 0–2   | السنغال                |
| ------- | ----- | ---------------------- |
|         | تقرير | كوياتيه 35' · ماني 56' |

| بوروندي                          | 2–0   | النيجر |
| -------------------------------- | ----- | ------ |
| عبد الرزاق 25' · نشيميريمانا 81' | تقرير |        |

| بوروندي        | 1–3   | ناميبيا                                 |
| -------------- | ----- | --------------------------------------- |
| عبد الرزاق 80' | تقرير | شيلونغو 51' · شالوليلي 54' · سومايب 82' |

| السنغال               | 2–0   | النيجر |
| --------------------- | ----- | ------ |
| ديامي 16' · نياسي 68' | تقرير |        |

| النيجر               | 1–2   | السنغال                        |
| -------------------- | ----- | ------------------------------ |
| أديبايور 67' (ركلة.) | تقرير | كوناتي 22' (ركلة.) · سواري 43' |

| ناميبيا | 1–3   | بوروندي                           |
| ------- | ----- | --------------------------------- |
| هوتو 4' | تقرير | كويزيرا 43' · عبد الرزاق 71'، 79' |

| بوروندي | 0–2   | السنغال             |
| ------- | ----- | ------------------- |
|         | تقرير | ماني 16' · ديوف 42' |

| ناميبيا      | 1–0   | النيجر |
| ------------ | ----- | ------ |
| شالوليلي 25' | تقرير |        |

| السنغال                       | 2–0   | ناميبيا |
| ----------------------------- | ----- | ------- |
| دياو 33' · دييديو 89' (ركلة.) | تقرير |         |

| النيجر | 0–0   | بوروندي |
| ------ | ----- | ------- |
|        | تقرير |         |

## مسجلو الأهداف
5 أهداف
- فيستون عبد الرزاق

3 أهداف
- ساديو ماني

هدفين
- أديبايور زاكاري أدجي
- بيتر شالوليلي
- مامي بيرام ديوف
- موسى كوناتي

هدف واحد
- بيير كويزيرا
- عباس نشيميريمانا
- فاتي بابي
- ديون هوتو
- بنسون شيلونغو
- هندريك سومايب
- كوفي دان كوا
- موسى مازو
- سليمان ديلا ساكو
- محمد ديامي
- كيتا بالدي دياو
- فامارا دييديو
- شيخو كوياتيه
- عمر نياسي
- بابي سواري

## روابط خارجية
- Orange Africa Cup Of Nations Qualifiers 2017, CAFonline.com